# Željeznički kolodvor Venecija – Santa Lucia
Željeznički kolodvor Venecija – Santa Lucia (tal. Stazione di Venezia Santa Lucia) je jedini kolodvor u povijesnome središtu Venecije u Sjevernoj Italiji. Drugo venecijansko stajalište (kolodvor) se nalazi na kopnu u Mestrima, kolodvori su međusobno povezeni mostom Ponte della Libertà.

## Položaj
Santa Lucia nalazi se u najsjevernijem venecijanskom sestieru Cannaregio, pored Canala Grande. Most preko kanala – Ponte degli Scalzi, povezuje kolodvor sa susjednim sestierom Santa Croce a time i sa središtem Venecije. 
Od 2008. kolodvor je povezan i s Piazzale Roma, na kojoj se nalazi autobusni terminal i većina garaža u gradu, preko novog mosta Ponte della Costituzione.

## Povijest gradnje kolodvora Santa Lucia
Za vrijeme austrijske uprave nad Venecijom, izgrađen je od 1841. do 1846. most preko lagune do kopna za željezničku prugu. Od 1851. do 1856. građena je prva željeznička stanica, na mjestu samostana i crkva Santa Lucia, koje su srušene 1851. da bi se dobilo teren za gradnju.Zbog toga je nova stanica dobila ime srušene crkve - Santa Lucia. Prva zgrada stanice - bila je tipična stanična zgrada onoga vremena - nalik na pseudobarokni dvorac. Da bi se olakšao pristup stanici iz grada izgrađen je 1858. - Ponte degli Scalzi
U sklopu lakšeg pristupa stanici probijene su između 1868. – 1871., - pravocrtne ulice; Rio Terrà Lista di Spagna i Strada Nuova  koje su vodile prema centru.
Današnja zgrada stanice je jedna od rijetkih modernističkih objekata na Kanalu Grande, ona je rezultat niza studija koje je 1924. započeo arhitekt Angiolo Mazzoni (1894. – 1979.) koji je bio spiritus movens izgradnje nove stanice, i koji je na tome uporno radio više desetljeća.
Rezultat njegovih napora bio je natječaj za izvedbeni projekt nove stanice organiziran 1934., na kojem je pobijedio Virgilio Vallot. On je od 1936. do 1943. zajedno s Mazzonijem radio na razradi projekta, stanica je dovršena tek nakon rata 1952. i to po modificiranom projektu arhitekta Paula Perillija.
U studenom 2009., počeli su radovi na obnovi stanice. Obnova treba poboljšati iskoristivost prostora i povećati protočnost stanice. Predviđena je i obnova i restauriracija nekih arhitektonskih elemenata, te promjena atrija u kom će biti više maloprodajnih prostora. Procjenjuje se da će za dvije godine potrošiti 24.000.000 €.

## Izgled i karakteristike nove stanice
Minimalistička zgrada stanice je niska i široka, i ne dominira okolicom. Na bočnim fasadama nosi simbole grada - mletačke lavove. Prostrana i prozračna glavna dvorana, ima sve potrebne stanične sadržaje; kioske za prodaju karata, trgovine, urede, sanitarne prostorije, iz nje se ide na šesnaest željezničkih perona.
Stanicu Santa Lucia koristi dnevno oko 82.000 putnika, - što je 30 milijuna putnika godišnje,odnosno 450 vlakova uđe u stanicu.

### Javni promet do stanice
Stanica Santa Lucia povezana je s ostatkom grada javnim vaporettima i privatnim taksi gliserima. Sa stanice vaporetta Ferrovia voze sljedeće linije;
- 1   P.le Roma - Ferrovia - Rialto - San Marco - Lido
- 2  San Zaccaria - Giudecca - Tronchetto - P.le Roma - Ferrovia - Rialto - San Marco - (Lido)
- 41 Murano - F.te Nove - Ferrovia - P.le Roma - Giudecca - San Zaccaria - F.te Nove - Murano
- 42  Murano - F.te Nove - San Zaccaria - Giudecca - P.le Roma - Ferrovia - F.te Nove - Murano
- 51  Lido - F.te Nove - Ferrovia - P.le Roma - San Zaccaria - Lido
- 52  Lido - San Zaccaria - P.le Roma - Ferrovia - F.te Nove - Lido
- 3   Murano - Ferrovia - P.le Roma (Diretta)
- N  San Zaccaria - Giudecca - Tronchetto - P.le Roma - Ferrovia - Rialto - San Marco - Lido (noćna linija)

## Vanjske poveznice
- "Venezia S. Lucia - Grandi Stazioni SpA"  Arhivirana inačica izvorne stranice od 15. lipnja 2011. (Wayback Machine) (engl.)
- Stazioni del Mondo - Opis i slike stanice Santa Lucia  Arhivirana inačica izvorne stranice od 15. srpnja 2010. (Wayback Machine) (tal.)